# Allstate Arena
A Allstate Arena é uma arena desportiva em Rosemont, na Região Metropolitana de Chicago, Illinois, que é casa para o clube de hóquei Chicago Wolves (AHL). Está localizado perto da intersecção de Mannheim Road e Interestadual 90, adjacente ao Aeroporto Internacional O'Hare.

## História
A instalação, originalmente chamado de Rosemont Horizon, se destinava a ser a casa da WHA Chicago Cougars, mas a franquia dobrado em 1975. O Village of Rosemont emitidos 19 milhões dólares em títulos para financiar o custo da arena com contratos exclusivos com Araserv, o Ringling Bros e Barnum & Bailey Circus, e MFG Internacional.
Em 13 de agosto de 1979, o teto do inacabado Rosemont Horizon desmoronou, matando cinco trabalhadores e ferindo outros dezesseis.
Em 1999, Allstate Insurance Company pagou US$ 20 milhões para renová-lo e ganhar a sua nomeação direitos.
Em 2009 recebeu a grandiosa turnê de Britney Spears, a The Circus Starring: Britney Spears, onde teve todos os ingressos vendidos.
Em 2016, recebeu o festival B96 Pepsi Jingle Bash, com apresentações de Britney Spears, Shawn Mendes, Fifth Harmony, The Chainsmokers, G-Eazy, OneRepublic, DNCE e Alessia Cara. 
A Allstate Arena ainda detém o recorde de mais vendido no Mundo consecutivas Wrestling Federation eventos em 16 spanning 1992-2005. A arena é uma pedra angular para Midwestern World Wrestling Entertainment. Tem três WrestleManias hospedado (2, 13 e 22), bem como vários outros pay-per-view eventos, incluindo o Survivor Series 1989, Dia do julgamento de 1998, backlash 2001, The Wrestling Classic, n. Mercy 2007, 2009 e Acórdão Dia está definido para sediar uma gravação RAW viver em 7 de setembro de 2009. Ela também organizou a primeira WCW Spring Stampede em 1994. É também onde Chris Jericho estreou na WWE em 9 de agosto de 1999. No mesmo ano, também sediou o Grande Midwest Conferência basquete masculino do torneio. O edifício sediou o NCAA basketball torneio três vezes: de 1987 e 1993 Midwest Regional primeira e segunda rodada jogos, e os 2005 Chicago Regional Finals.
Em 14 de dezembro de 2003, o piso na Allstate Arena foi chamado Ray e Marge Meyer Tribunal em honra de Meyer, antigo treinador da DePaul Blue Demons e inductee do Naismith Basketball Hall of Fame.
Em 25 de outubro de 2008, a Allstate Arena sediou UFC 90, o primeiro Ultimate Fighting Championship evento no estado de Illinois.

## Lista de eventos
| Artista        | Abertura           | Data                | Turnê                             |
| -------------- | ------------------ | ------------------- | --------------------------------- |
| Britney Spears | The Pussycat Dolls | 29 de abril de 2009 | The Circus Starring Briney Spears |